# 西増穂村
西増穂村（にしますほむら）は、石川県羽咋郡に存在した村。
村の名称は、古くから「増穂浦」（ますほがうら）と言われた海岸に面し、その西側であることによる。

## 地理・概要
- 現在の志賀町、富来町（1954年ー2005年）における北部に位置。
- 当時の主な産業は、漁業だった。
- 山：高爪山 (341m)
- 河川：酒見川

## 歴史
- 1889年（明治22年）4月1日 - 町村制の施行により、羽咋郡大福寺村、酒見村、稲敷村及び栢木村を廃し、その区域をもって羽咋郡西増穂村を設置する。当時は323世帯、人口1,792人。
- 1920年（大正9年）- 世帯310、人口1,698人。
- 1953年（昭和28年）- 世帯357、人口1,896人。
- 1954年（昭和29年）11月3日 - 羽咋郡富来町、福浦村、熊野村、稗造村、東増穂村、西増穂村、西海村及び西浦村を廃し、その区域をもって羽咋郡富来町を設置する。4大字は富来町の大字に継承[1]。

## 教育
- 東増穂村・西増穂村組合立増穂小学校（富来町合併後は富来町立。2005年（平成17年）4月1日に富来小学校に統合。この際に、旧・増穂小学校の校舎がそのまま富来小学校の校舎となる。）